# Cserépváraljai-patak
A Cserépváraljai-patak a Bükk-vidék déli részén ered, az Egri-Bükkalján, Cserépváralja településtől északra, Borsod-Abaúj-Zemplén vármegyében, mintegy 210 méteres tengerszint feletti magasságban. A patak Cserépváralján keresztülfolyva déli, majd délkeleti irányban Tard községtől északra éri el a Lator-patakot. A patak része az Eger–Laskó–Csincse-vízrendszernek és ezen belül az Eger-patak vízgyűjtőterületéhez tartozik. Az egyetlen település, amelyen keresztülfolyik az Cserépváralja.

## Vízrajza
A patak 210 m tszf. magasságban ered Cserépváraljától É-ra és mintegy 142 m tszf. magasságban (Tard belterületén) a Kő-völgy felől érkező Tardi-patakkal egyesül. Hossza 8 km. Vízgyűjtő területe 13,3 km2. Átlagos vízhozama 0,03 m3/s.

## Partmenti települések
• Cserépváralja
• Tard